# 中村好明 (音楽家)
中村 好明（なかむら よしあき、1917年（大正6年）9月28日 - 2019年（平成31年）2月）は、日本の音楽教育者。名前は「こうめい」と通称された。ふしづくりの音楽教育を山本弘、下通進平らと確立した。旧姓・飯島。

## 来歴
1917年、岐阜県大野郡高山町上三之町（現・高山市）に生まれる。東尋常小学校を卒業後、特進で岐阜県師範学校（現・岐阜大学教育学部）に入学。このとき高山から同時に入学したのが山本弘・下通進平だった。
1937年（昭和12年）、岐阜県師範学校を卒業し、音楽教諭となる。高山市立西小学校在勤中、『国民学校音楽教育』（1942年）、『音楽教育基本指導』（1948年）、『基底カリキュラム 音楽編』（1950年）といった音楽教育指導書を執筆し、1954年には『音楽のおけいこ』を上梓する。山本弘らと「ふしづくり」による音楽教育を、飛騨地方において実践した。「ふしづくりの教育」は、中村が理論を山本らに提供し、山本が教育現場で実践するとともに、中村は教員に対して指導をおこなう形であった。
1962年（昭和37年）、全国指導主事会議で岐阜県の『音楽能力表』とそれに準じた『能力テスト（ソノノート）』を山本弘と共に紹介する。1977年（昭和52年）、文部大臣表彰を受ける。翌年、教職を退く。
退職後は、南友コーラス、教職員退職者で作るコーラス翠陽を主宰するとともに、高山市民合唱団、高山少年少女合唱団、高山市民吹奏楽団の設立運営に関与した。